# Estádio da Luz (1954–2003)
Estádio da Luz – nieistniejący już stadion piłkarski w Lizbonie, stolicy Portugalii. Istniał w latach 1954–2003. Pod koniec swojego istnienia mógł pomieścić 78 000 widzów. Swoje spotkania na stadionie rozgrywali piłkarze klubu SL Benfica. W latach 2002–2003 tuż obok stadionu (częściowo nawet na jego terenie) powstał nowy Estádio da Luz, na który przenieśli się piłkarze Benfiki.

## Historia
Budowa nowego stadionu Benfiki rozpoczęła się w lipcu 1953 roku, a jego otwarcie miało miejsce 1 grudnia 1954 roku. Poprzednio Benfica swoje spotkania rozgrywała na Estádio do Campo Grande. Na inaugurację nowej areny Benfica przegrała z FC Porto 1:3. Obiekt posiadał owalne, dwupiętrowe trybuny otaczające boisko ze wszystkich stron. Jego pojemność wynosiła wówczas 50 000 widzów. Obiekt początkowo zwano Estádio de Carnide, choć jego oficjalna nazwa brzmiała Estádio do Sport Lisboa e Benfica; z czasem zyskał zaś przydomek Estádio da Luz. 9 czerwca 1958 roku zainaugurowano na stadionie sztuczne oświetlenie. W 1960 roku nadbudowano po stronie wschodniej dodatkową trybunę (3. piętro), a pojemność wzrosła do 80 000 widzów. W 1985 roku dobudowano 3. piętro trybun od strony północnej, zachodniej i południowej, zamykając trzeci pierścień trybun. Pojemność wynosiła wówczas 120 000 widzów, co czyniło go największym stadionem w Europie. W 1998 roku zainstalowano na trybunach plastikowe krzesełka, co zredukowało pojemność do 78 000 miejsc. Po przyznaniu w 1999 roku Portugalii organizacji Euro 2004 pojawiła się potrzeba budowy nowoczesnego stadionu. Propozycje modernizacji starego obiektu zostały odrzucone i zdecydowano się na budowę zupełnie nowego stadionu. Nowy obiekt powstał tuż obok starego Estádio da Luz (częściowo nawet na jego terenie), a jego budowa rozpoczęła się w 2002 roku. W związku z pracami nad nowym stadionem wyburzono część trybun starego obiektu, choć nadal on jeszcze funkcjonował, a ostatnie spotkanie Benfica rozegrała na nim 22 marca 2003 roku przeciwko CD Santa Clara (1:0). Nowy stadion zainaugurowano 25 października 2003 roku, a stary obiekt został zlikwidowany.
Na stadionie rozegrano m.in. rewanżowy mecz finałowy Pucharu UEFA w sezonie 1982/1983 (18 maja 1983 roku: Benfica – Anderlecht 1:1; po wygranej w pierwszym spotkaniu 1:0 trofeum zdobył Anderlecht) oraz finał Pucharu Zdobywców Pucharów w sezonie 1991/1992 (6 maja 1992 roku: Werder Brema – AS Monaco 2:0). Obiekt był także jedną z aren Młodzieżowych Mistrzostw Świata w 1991 roku. Rozegrano na nim m.in. finał tego turnieju pomiędzy Portugalią i Brazylią (0:0, k. 4:2), który obejrzało z trybun 127 000 widzów. W latach 1971–2001 na stadionie 29 spotkań rozegrała piłkarska reprezentacja Portugalii.